# Sur (película)
Sur es una película argentina-francesa dramática de 1988 escrita y dirigida por Fernando "Pino" Solanas y protagonizada por Susú Pecoraro, Miguel Ángel Solá, Lito Cruz, Philippe Léotard y Ulises Dumont. En el momento de su estreno obtuvo varios galardones internacionales, entre los que se cuenta el Premio del Festival de Cannes al mejor director.

## Sinopsis
Ambientada luego del fin de la última dictadura cívico-militar argentina (1976-1983) y durante el regreso a la democracia, la historia se centra en la liberación de Floreal, un preso político, y su vida posterior. Su nuevo presente nos habla del reencuentro y de la amistad. Es el triunfo de la vida sobre la muerte, del amor sobre el rencor, de la libertad sobre la opresión, del deseo sobre el temor. Sur nos cuenta una historia de amor. Es el amor de la pareja y es también una historia de amor por un país. Es la historia de un regreso.
La historia principal funciona como un homenaje a todos los que (como el personaje tartamudo) supieron decir NO a la última dictadura que sufrió Argentina, y el terrorismo de Estado que la misma implementó; fueron ellos los que mantuvieron la dignidad. Ellos dijeron no a la injusticia, a la opresión, y a la entrega del país a manos de quienes no lo merecen.

## Reparto
- Miguel Ángel Solá ... Floreal Echegoyen
- Susú Pecoraro ... Rosi Echegoyen
- Lito Cruz ... El Negro
- Philippe Léotard ... Roberto
- Ulises Dumont ... Emilio
- Roberto Goyeneche ... Amado
- Mario Lozano ... Echegoyen
- Gabriela Toscano ... Blondi
- Nathán Pinzón ... Rasatti
- Niní Gambier ... Adela
- Susana Mayo ... Cora
- Fito Paez ... Marcelo
- Antonio Ameijeiras ... Peregrino
- Inés Molina ... María (acreditada como Inés Molina Villafañe)
- Chany Mallo ... La mère de Floreal
- Fernando Siro
- Mauricio Kartún
- Néstor Marconi
- Ricardo Alanis ... Arturito Rasatti
- Giancarlo Arena
- Paulino Andrada
- Osvaldo Santoro
- Luis Romero ... Yacumin
- Manuel Vicente ... El Tordo
- Carlos Olivieri ... Flaco
- Virginia Innocenti ... Personaje de reparto y doblaje de la voz de Inés Molina

## Producción
La coproducción argentino-francesa fue realizada por las productoras Cinesur (70%) de Buenos Aires, y Pacific (30%) de París. El filme fue rodado en la ciudad de Buenos Aires y fue producido por Pino Solanas junto a Envar el Kadri (por CINESUR) y Pierre Novat (por Pacific). El color fue agregado por el laboratorio Cinecolor (Buenos Aires).

### Banda sonora
La música fue compuesta principalmente por Astor Piazzolla y Fito Páez y se editó un álbum de la misma llamado Sur: Una película para llevar en el corazón. La banda sonora también incluye tangos de Aníbal Troilo, Mariano Mores y Homero Expósito, que son interpretados por Roberto Goyeneche acompañado por Nestor Marconi en bandoneón, Raul Luzzi en guitarra, Carlos Gaivironsky en violín y Humberto Ridolfi en contrabajo.
Pino Solanas compuso el tema "Milonga del tartamudo", que es interpretado en el filme por Alfredo Zitarrosa.

## Premios
- 45.º Festival Internacional de Cine de Cannes -1988-: Premio al mejor director.
- Festival de La Habana:
  - Gran premio Coral al mejor film;
  - 1.er. premio al mejor film de ficción;
  - Premio a la Mejor Fotografía de Félix Monti;
  - Premio a la mejor música: Astor Piazzolla; Aníbal Troilo;
  - Premio de la Unión de Escritores y Artistas de Cine y Televisión de Cuba (UNEAC)
- Festival Internacional de Haugeseund - Noruega 1988- Premio al mejor film.